# LOVB Atlanta 2025
Questa voce raccoglie le informazioni riguardanti la LOVB Atlanta nella stagione 2025.

## Stagione
La LOVB Atlanta partecipa per la prima volta alla League One Volleyball, classificandosi al primo posto in regular season: ai play-off scudetto viene eliminata in semifinale, sconfitta dalla LOVB Austin.
Nella LOVB Classic, dopo aver superato la LOVB Austin in semifinale, perde la finale contro la LOVB Houston.

## Organigramma societario
Area direttiva
- Presidente: LOVB

Area tecnica
- Allenatore: Paulo Barros
- Assistente allenatore: Yoko Zetterlund

## Rosa
| N° | Nome                | Ruolo | Data di nascita  | Nazionalità sportiva |
| -- | ------------------- | ----- | ---------------- | -------------------- |
| 2  | Piyanut Pannoy      | L     | 10 novembre 1989 | Thailandia           |
| 3  | Marta Bechis        | P     | 4 settembre 1989 | Italia               |
| 4  | Jessica Rivero      | S     | 15 marzo 1995    | Spagna               |
| 8  | Kayla Haneline      | C     | 7 aprile 1994    | Stati Uniti          |
| 9  | Iga Chojnacka       | C     | 7 aprile 1994    | Polonia              |
| 10 | Madison Bugg        | P     | 4 agosto 1994    | Stati Uniti          |
| 11 | Onye Ofoegbu        | C     | -                | Stati Uniti          |
| 12 | Rachel Fairbanks    | P     | 5 luglio 2003    | Stati Uniti          |
| 13 | McKenzie Adams      | S     | 13 febbraio 1992 | Stati Uniti          |
| 14 | Tia Jimerson        | C     | 30 giugno 1999   | Stati Uniti          |
| 15 | Magdaléna Jehlářová | C     | 16 gennaio 2000  | Rep. Ceca            |
| 16 | Beatrice Negretti   | L     | 16 novembre 1999 | Italia               |
| 17 | Tessa Grubbs        | O     | 10 agosto 1998   | Stati Uniti          |
| 20 | Danielle Cuttino    | O     | 22 giugno 1996   | Stati Uniti          |
| 23 | Kelsey Robinson     | S     | 25 giugno 1992   | Stati Uniti          |
| 77 | Giovanna Milana     | S     | 13 giugno 1998   | Stati Uniti          |

## Mercato
| Acquisti | Acquisti            | Acquisti                | Acquisti   |
| R.       | Nome                | da                      | Modalità   |
| -------- | ------------------- | ----------------------- | ---------- |
| S        | McKenzie Adams      | Cangrejeras de Santurce | definitivo |
| P        | Marta Bechis        | Firenze                 | definitivo |
| P        | Madison Bugg        | Athletes Unlimited      | definitivo |
| C        | Iga Chojnacka       | Chemik Police           | definitivo |
| O        | Danielle Cuttino    | Galatasaray             | definitivo |
| P        | Rachel Fairbanks    | Pittsburgh              | definitivo |
| O        | Tessa Grubbs        | Neuchâtel               | definitivo |
| C        | Kayla Haneline      | Athletes Unlimited      | definitivo |
| C        | Magdaléna Jehlářová | Atlanta Vibe            | definitivo |
| C        | Tia Jimerson        | Dresdner                | definitivo |
| S        | Giovanna Milana     | Athletes Unlimited      | definitivo |
| L        | Beatrice Negretti   | Talmassons              | definitivo |
| C        | Onye Ofoegbu        | Oregon                  | definitivo |
| L        | Piyanut Pannoy      | Azərreyl                | definitivo |
| S        | Jessica Rivero      | Roma Club               | definitivo |
| S        | Kelsey Robinson     | Imoco                   | definitivo |

| Cessioni | Cessioni | Cessioni | Cessioni |
| R. | Nome     | a        | Modalità |
| --- | -------- | -------- | -------- |
| Non sono avvenuti movimenti di mercato in uscita prima dell'annata perché la società non era attiva nella stagione precedente |          |          |          |

## Risultati

### LOVB

#### Regular season
| 8 gennaio 2025 Gateway Center Arena, College Park         | LOVB Atlanta   | 1 - 3 | LOVB Salt Lake | 22-25, 25-27, 25-21, 21-25        |
| 15 gennaio 2025 Fort Bend Epicenter, Cedar Park           | LOVB Austin    | 1 - 3 | LOVB Atlanta   | 25-18, 23-25, 24-26, 21-25        |
| 25 gennaio 2025 Liberty First Credit Union Arena, Ralston | LOVB Madison   | 2 - 3 | LOVB Atlanta   | 21-25, 25-18, 17-25, 25-20, 10-15 |
| 31 gennaio 2025 Gateway Center Arena, College Park        | LOVB Atlanta   | 3 - 0 | LOVB Salt Lake | 25-22, 25-22, 25-20               |
| 1º febbraio 2025 Gateway Center Arena, College Park       | LOVB Atlanta   | 3 - 1 | LOVB Omaha     | 21-25, 25-22, 25-22, 25-20        |
| 7 febbraio 2025 Maverik Center, West Valley City          | LOVB Salt Lake | 1 - 3 | LOVB Atlanta   | 20-25, 25-23, 18-25, 18-25        |
| 8 febbraio 2025 Maverik Center, West Valley City          | LOVB Atlanta   | 3 - 0 | LOVB Madison   | 25-20, 25-15, 25-21               |
| 21 febbraio 2025 Gateway Center Arena, College Park       | LOVB Atlanta   | 3 - 2 | LOVB Madison   | 25-15, 25-21, 23-25, 23-25, 15-7  |
| 1º marzo 2025 Alliant Energy Center, Madison              | LOVB Atlanta   | 3 - 2 | LOVB Omaha     | 21-25, 25-27, 25-19, 25-23, 15-12 |
| 7 marzo 2025 Gateway Center Arena, College Park           | LOVB Atlanta   | 2 - 3 | LOVB Houston   | 25-21, 25-18, 21-25, 17-25, 10-15 |
| 8 marzo 2025 Gateway Center Arena, College Park           | LOVB Atlanta   | 3 - 1 | LOVB Austin    | 25-22, 24-26, 25-15, 27-25        |
| 14 marzo 2025 Fort Bend Epicenter, Rosenberg              | LOVB Houston   | 3 - 2 | LOVB Atlanta   | 25-23, 25-23, 15-25, 19-25, 15-8  |
| 15 marzo 2025 Fort Bend Epicenter, Rosenberg              | LOVB Atlanta   | 3 - 2 | LOVB Salt Lake | 25-17, 23-25, 25-18, 23-25, 15-11 |
| 22 marzo 2025 Baxter Arena, Omaha                         | LOVB Austin    | 0 - 3 | LOVB Atlanta   | 19-25, 21-25, 15-25               |
| 27 marzo 2025 Fort Bend Epicenter, Rosenberg              | LOVB Houston   | 1 - 3 | LOVB Atlanta   | 25-13, 21-25, 21-25, 20-25        |
| 3 aprile 2025 Liberty First Credit Union Arena, Ralston   | LOVB Omaha     | 0 - 3 | LOVB Atlanta   | 23-25, 23-25, 19-25               |

#### Play-off scudetto
| Semifinali - 11 aprile 2025 KFC Yum! Center, Louisville | LOVB Atlanta | 3 - 2 | LOVB Austin | 25-21, 25-15, 22-25, 10-25, 14-16 |

### LOVB Classic
| Semifinali - 15 febbraio 2025 Municipal Auditorium, Kansas City | LOVB Atlanta | 3 - 1 | LOVB Austin  | 25-15, 22-25, 25-23, 25-20 |
| Finale - 16 febbraio 2025 Municipal Auditorium, Kansas City     | LOVB Atlanta | 1 - 3 | LOVB Houston | 23-25, 27-25, 20-25, 27-29 |

## Statistiche

### Statistiche di squadra
| Competizione | Punti | In casa | In casa | In casa | In trasferta | In trasferta | In trasferta | In campo neutro | In campo neutro | In campo neutro | Totale | Totale | Totale |
| Competizione | Punti | G       | V       | P       | G            | V            | P            | G               | V               | P               | G      | V      | P      |
| ------------ | ----- | ------- | ------- | ------- | ------------ | ------------ | ------------ | --------------- | --------------- | --------------- | ------ | ------ | ------ |
| LOVB         | -     | 6       | 4       | 2       | 5            | 4            | 1            | 6               | 5               | 1               | 17     | 13     | 4      |
| LOVB Classic | -     | -       | -       | -       | -            | -            | -            | 2               | 1               | 1               | 2      | 1      | 1      |
| Totale       | -     | 6       | 4       | 2       | 5            | 4            | 1            | 8               | 6               | 2               | 19     | 14     | 5      |

G = partite giocate; V = partite vinte; P = partite perse

### Statistiche dei giocatori
| Giocatrice   | LOVB | LOVB | LOVB | LOVB | LOVB | LOVB Classic | LOVB Classic | LOVB Classic | LOVB Classic | LOVB Classic | Totale | Totale | Totale | Totale | Totale |
| Giocatrice   | P    | PT   | AV   | MV   | BV   | P            | PT           | AV           | MV           | BV           | P      | PT     | AV     | MV     | BV     |
| ------------ | ---- | ---- | ---- | ---- | ---- | ------------ | ------------ | ------------ | ------------ | ------------ | ------ | ------ | ------ | ------ | ------ |
| M. Adams     | 17   | 211  | 179  | 21   | 11   | 2            | 22           | 18           | 3            | 1            | 19     | 233    | 197    | 24     | 12     |
| M. Bechis    | 6    | 0    | 0    | 0    | 0    | 0            | 0            | 0            | 0            | 0            | 6      | 0      | 0      | 0      | 0      |
| M. Bugg      | 17   | 27   | 10   | 8    | 9    | 2            | 1            | 0            | 0            | 1            | 19     | 28     | 10     | 8      | 10     |
| I. Chojnacka | 2    | 1    | 1    | 0    | 0    | 0            | 0            | 0            | 0            | 0            | 2      | 1      | 1      | 0      | 0      |
| D. Cuttino   | 17   | 231  | 194  | 27   | 10   | 2            | 38           | 36           | 2            | 0            | 19     | 269    | 230    | 29     | 10     |
| R. Fairbanks | 14   | 23   | 8    | 2    | 13   | 2            | 2            | 1            | 0            | 1            | 16     | 25     | 9      | 2      | 14     |
| T. Grubbs    | 9    | 109  | 92   | 10   | 7    | 0            | 0            | 0            | 0            | 0            | 9      | 109    | 92     | 10     | 7      |
| K. Haneline  | 8    | 48   | 29   | 11   | 8    | 2            | 5            | 2            | 2            | 1            | 10     | 53     | 31     | 13     | 9      |
| M. Jehlářová | 14   | 128  | 83   | 39   | 6    | 2            | 9            | 5            | 4            | 0            | 16     | 137    | 88     | 43     | 6      |
| T. Jimerson  | 17   | 173  | 111  | 55   | 7    | 2            | 28           | 23           | 3            | 2            | 19     | 201    | 134    | 58     | 9      |
| G. Milana    | 13   | 76   | 65   | 3    | 8    | 2            | 7            | 7            | 0            | 0            | 15     | 83     | 72     | 3      | 8      |
| B. Negretti  | 10   | 0    | 0    | 0    | 0    | 2            | 0            | 0            | 0            | 0            | 12     | 0      | 0      | 0      | 0      |
| O. Ofoegbu   | 6    | 6    | 5    | 1    | 0    | 1            | 1            | 1            | 0            | 0            | 7      | 7      | 6      | 1      | 0      |
| P. Pannoy    | 17   | 0    | 0    | 0    | 0    | 2            | 0            | 0            | 0            | 0            | 19     | 0      | 0      | 0      | 0      |
| J. Rivero    | 8    | 13   | 11   | 0    | 2    | 0            | 0            | 0            | 0            | 0            | 8      | 13     | 11     | 0      | 2      |
| K. Robinson  | 17   | 209  | 175  | 14   | 20   | 2            | 26           | 24           | 1            | 1            | 19     | 235    | 199    | 15     | 21     |